# Павлов, Константин Матвеевич
Константи́н Матве́евич Па́влов (15 июля 1920 — 6 ноября 2000) — командир орудия 233-го гвардейского артиллерийского полка 95-й гвардейской стрелковой дивизии 5-й гвардейской армии 1-го Украинского фронта, гвардии старший сержант.

## Биография

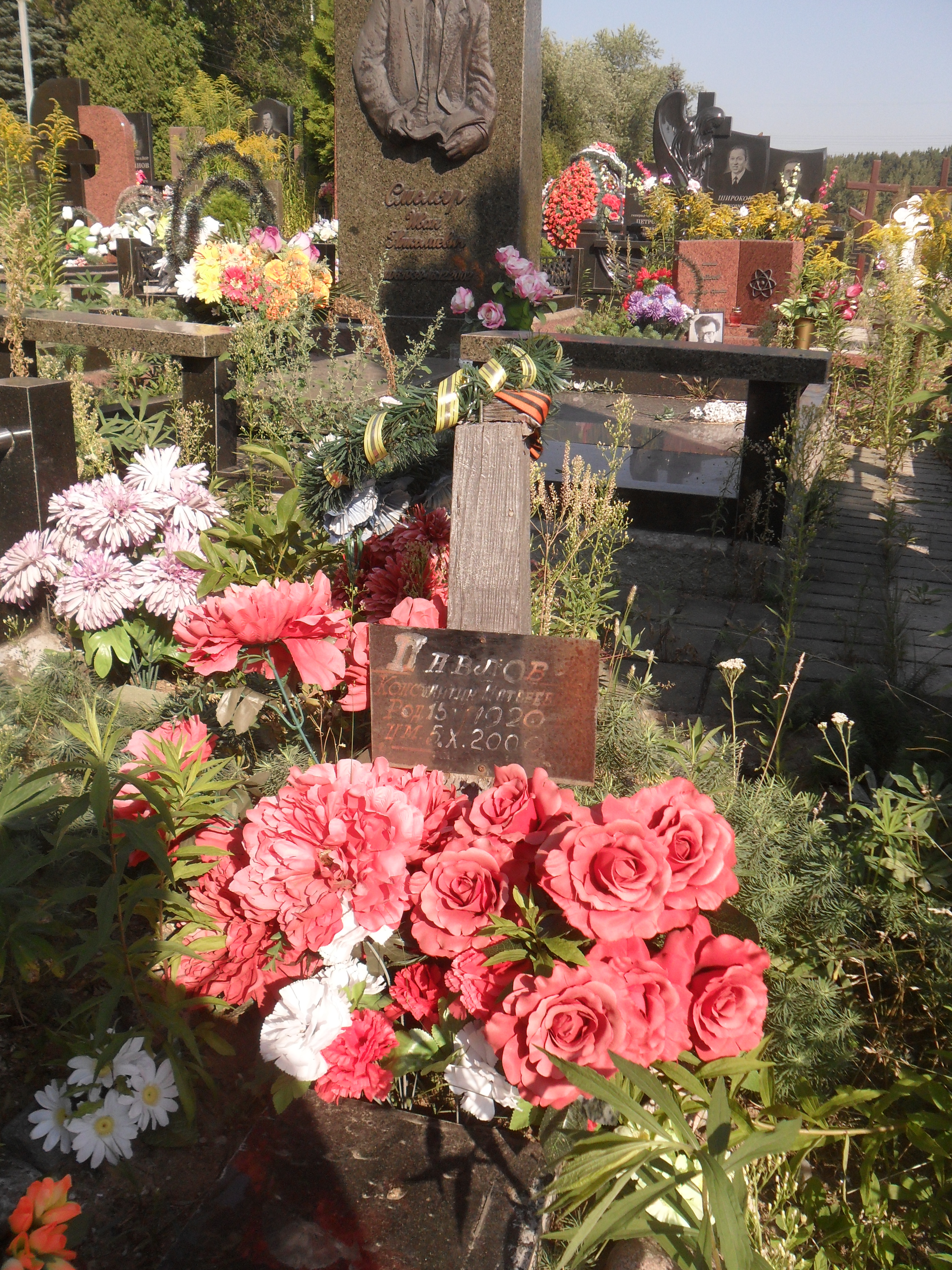
Могила Павлова на Восточном кладбище в Минске.

Родился 15 июля 1920 года в селе Ларино ныне Донецкой области Украины. Работал диспетчером на железнодорожной станции в городе Львове.
В Красной Армии с августа 1942 года. Отличился в боях за удержание сандомирского плацдарма. 12-13 августа 1944 года орудийный расчёт Павлова принял участие в отражении многочисленных контратак противника.
После войны продолжал службу в Вооружённых Силах СССР. С 1957 года майор Павлов — в запасе. Жил в Минске.
Скончался 6 ноября 2000 года.

## Награды
23 сентября 1944 года за образцовое выполнение боевых заданий командования и проявленные при этом мужество и героизм гвардии старшему сержанту Павлову Константину Матвеевичу присвоено звание Героя Советского Союза с вручением ордена Ленина и медали «Золотая Звезда».
15 апреля 1999 года Указом Президента Республики Беларусь был награждён Орденом «За службу Родине» III степени.